# Odludki i poeta
Odludki i poeta. Komedia w jednym akcie, wierszem – jednoaktowa komedia Aleksandra Fredry napisana w 1825. Prapremiera odbyła się w teatrze lwowskim 10 listopada 1826.

## Opis
Sztuka powstała wiosną 1825 – we lwowskim czasopiśmie „Rozmaitości” z 30 marca 1825 pojawiła się wzmianka, że autor pracuje nad sztuką, nazywaną pierwotnie Idealizm i realizm, zaś w numerze z 27 lipca 1825 poinformowano, że sztuka jest już gotowa. Po raz pierwszy komedia została wystawiona we Lwowie 10 listopada 1826. Drukiem ukazała się po raz pierwszy w 1826 w tomie II zbiorowego wydania dzieł Fredry (s. 293–327). W zbiorach Ossolineum przechowywany jest autograf sztuki, będący odpisem na czysto, zaś we Lwowie znajduje się kopia utworu przedstawiona cenzurze lwowskiej w 1825.

## Treść
Akcja komedii rozgrywa się w oberży, do której przybywają dwaj goście: Czesław i Astolf. Obaj są odludkami i wiodą samotniczy tryb życia. Mimo to bardzo różnią się pod względem nastawienia do innych ludzi: Czesław jest rozczarowany ludźmi i nie potrafi dojść z nikim do porozumienia, ale też nikogo nie nienawidzi. Astolf natomiast odczuwa gorącą nienawiść i wstręt do całej ludzkości. W oberży zastaje ich następująca sytuacja: Zuzia, córka właściciela oberży jest z wzajemnością zakochana w swym nauczycielu, Edwinie (tytułowym poecie). Ich związkowi przeciwny jest ojciec Zuzi, ze względu na ubóstwo i niski stan społeczny Edwina. Astolf (zgodnie ze swym charakterem) stara się zniechęcić Edwina do małżeństwa i poezji, starając się przedstawić obie te rzeczy od jak najgorszej strony. Czesław natomiast jest poruszony historią młodych i postanawia podzielić się z Edwinem swoim majątkiem, tym samym umożliwiając mu ślub z Zuzią.

## Inscenizacje (wybór)[5]
- Teatr Miejski we Lwowie (1900)
- Teatr Śląski im. Stanisława Wyspiańskiego w Katowicach (1954, reż. Roman Zawistowski)
- Teatr Powszechny w Łodzi (1958, reż. Jadwiga Chojnacka)
- Teatr Krypta w Szczecinie (1986, reż. Zbigniew Chrzanowski)
- Teatr Nowy im. Gustawa Morcinka w Zabrzu (1986, reż. Mieczysław Daszewski)

## Spektakle radiowe
- Odludki i poeta (1950, reż. Jan Koecher)[6]
- Odludki i poeta (2009, reż. Henryk Rozen)[7]

## Spektakle telewizyjne
- Odludki i poeta (1963, reż. Jacek Szczęk)[8][9]
- Odludki i poeta (1979, reż. Andrzej Łapicki)[10][11]

Teatr polski, Nowy Sącz, 1865
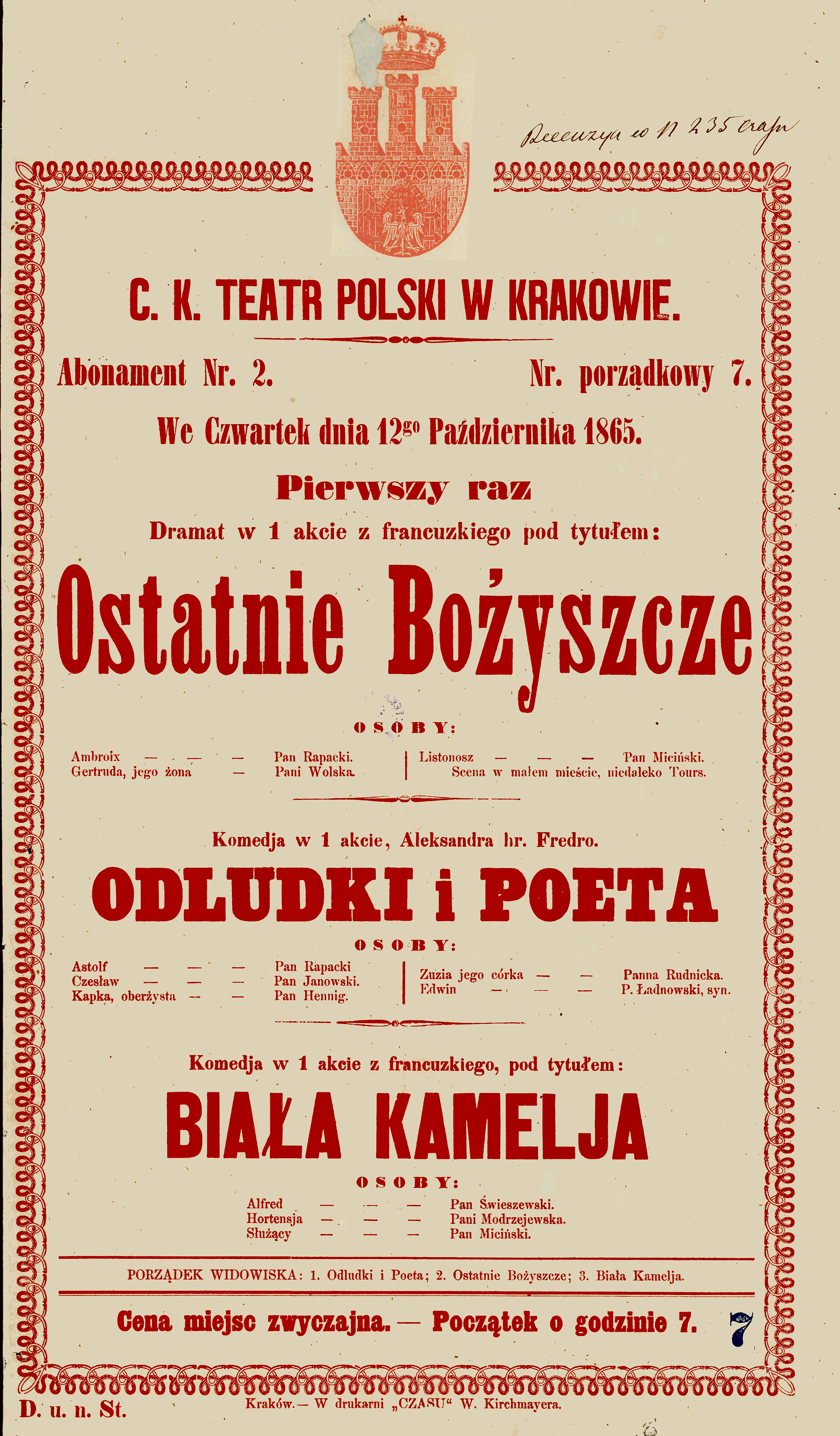
Afisz, Teatr Polski, Kraków, 1865
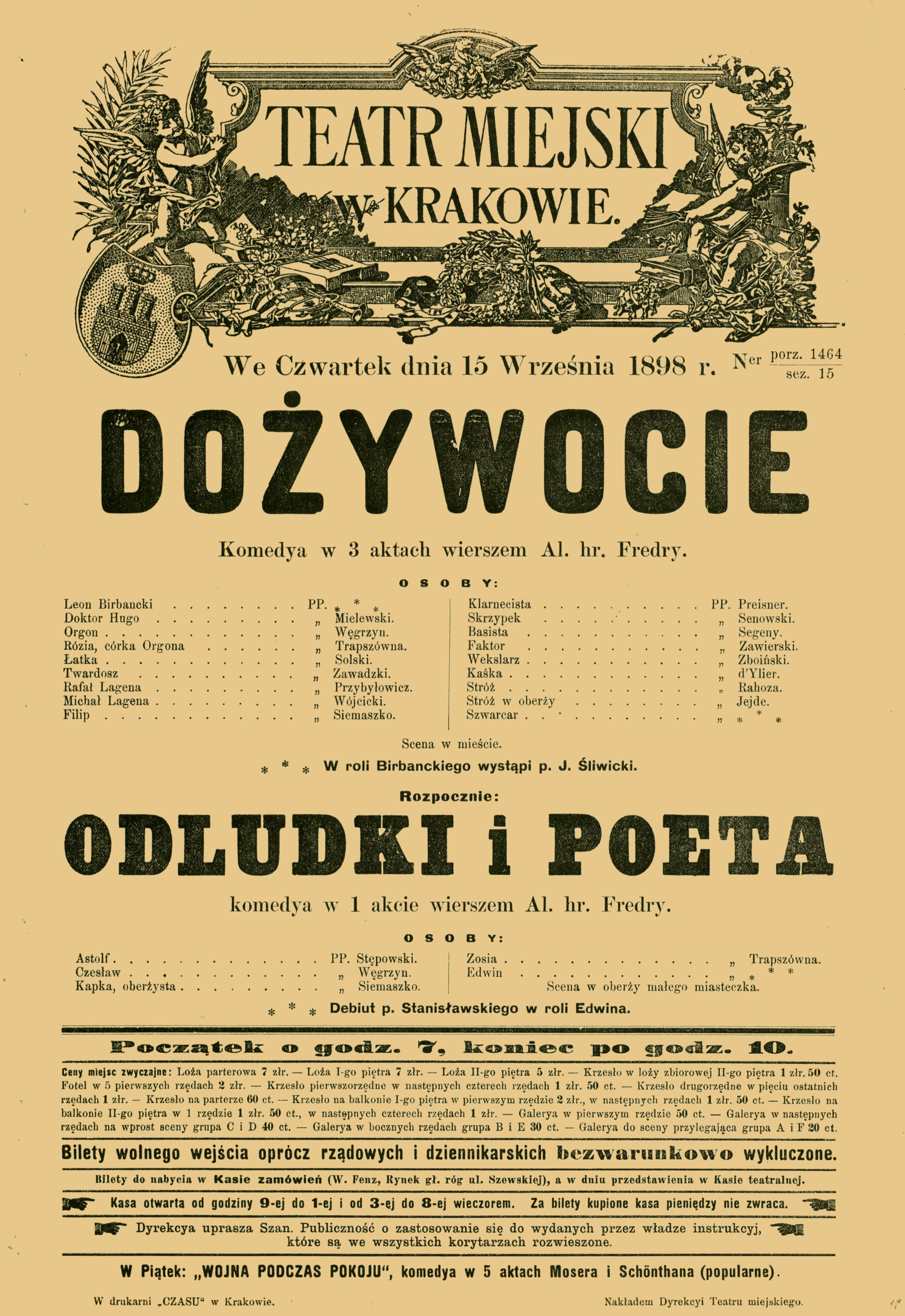
Afisz, Teatr Miejski, Kraków, 1898
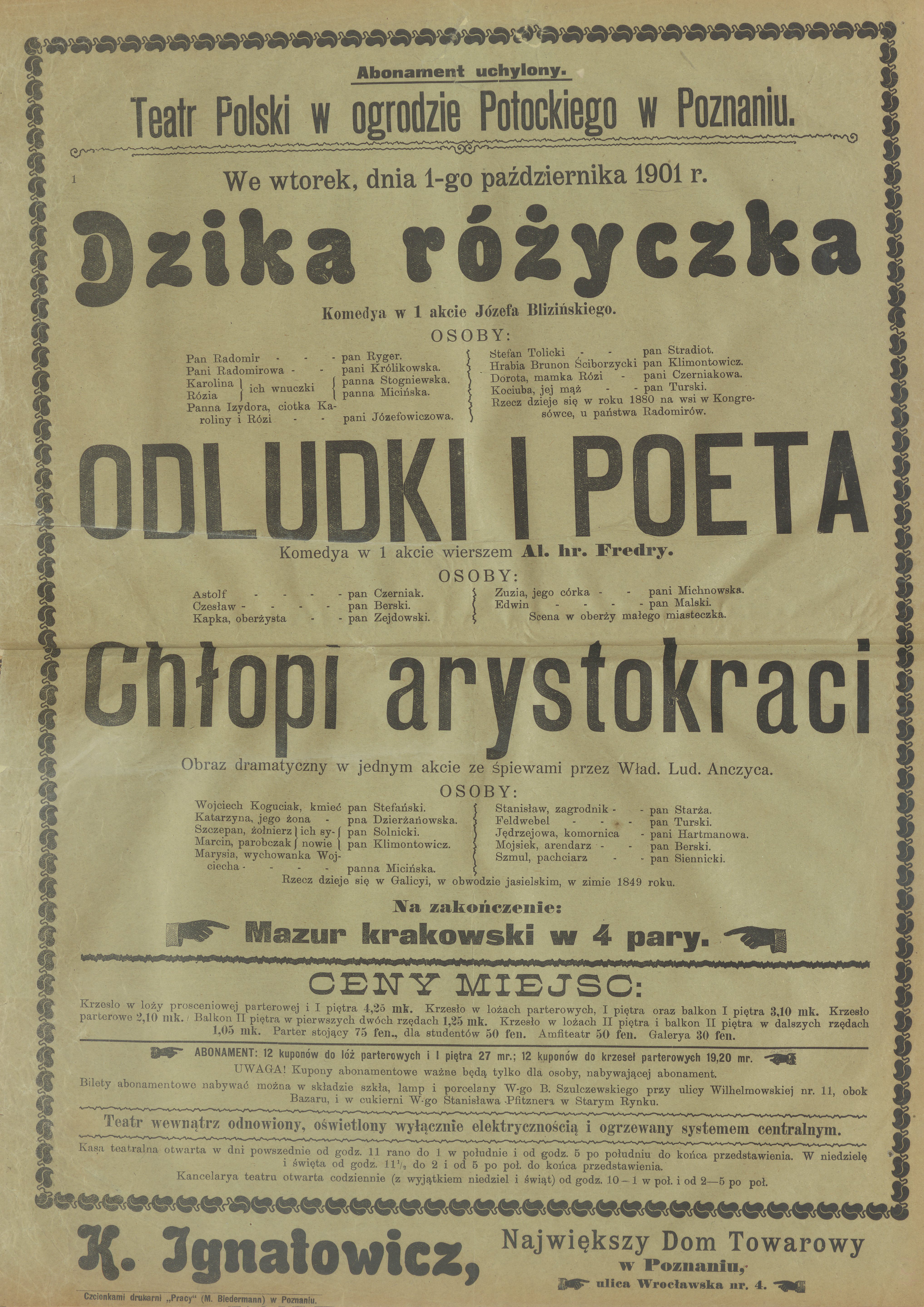
Afisz, Teatr Polski, Poznań, 1901